# Drury Nunatak
Drury Nunatak är en nunatak i Antarktis. Den ligger i Östantarktis. Australien gör anspråk på området. Toppen på Drury Nunatak är 396 meter över havet.
Terrängen runt Drury Nunatak är huvudsakligen kuperad, men åt nordväst är den platt. Terrängen runt Drury Nunatak sluttar norrut. Trakten är obefolkad. Det finns inga samhällen i närheten. 